# Richard Celis
Richard Enrique Celis Sánchez (sinh 23 tháng 4 năm 1996) là một cầu thủ bóng đá Venezuela thi đấu ở vị trí tiền đạo cho câu lạc bộ Caracas.